# Unificación de Fueros (1868)
La Unificación de Fueros en 1868, fue el establecimiento, mediante un decreto ley de 6 de diciembre de 1868, firmado por el ministro de Gracia y Justicia de España, Antonio Romero Ortiz, de tribunales ordinarios únicos eliminando la diversidad de fueros especiales que densificaba la administración de justicia. Esta legislación, en el contexto de la revolución de 1868, recuperaba el artículo 248 de la Constitución española de 1812 promulgada en Cádiz donde se prescribía: «En los negocios comunes, civiles y criminales, no habrá más que un solo fuero para toda clase de personas».  En conjunto, «se suprimen todas las Jurisdicciones especiales –dejando solo subsistentes la Jurisdicción eclesiástica, la militar y la del senado–, unificación posteriormente recogida en la LOPJ de 1870». En resumen, es la primera vez que en España se establece el principio de unidad jurisdiccional.

## Antecedentes
Antes de 1870 era palpable la existencia de un problema respecto al principio de unidad a tenor de las palabras escritas por Ramón Gómez de la Serna en 1869: «Durante el Régimen absoluto llegó a abusarse tanto, no solo en la concesión de fueros privilegiados sino en la creación de Jurisdicciones especiales, que puede asegurarse que se invirtió el orden entre la regla general y sus excepciones, pues cada clase de negocios tenía su juzgador y protector privativo, quedando reducidas las atribuciones de la Jurisdicción ordinaria al conocimiento de los pocos asuntos no sometidos a un fuero especial.»

## Contenido
El gobierno provisional de España tras la revolución de septiembre de 1868, promulgó este decreto ley con fecha de 6 de diciembre que fue publicado oficial y definitivamente en la Gaceta de Madrid (número 343) el martes, 8 de diciembre de 1868 (páginas 1 a 5), rectificando varias equivocaciones publicadas en el número del día anterior.
Su contenido, precedido de un amplio preámbulo explicativo sobre la motivación del decreto, citando inicialmente el art. 248 de la Constitución de Cádiz de 1812 cuya prescripción fue posteriormente reflejada en las constituciones españolas de 1837 y 1855, pero no en la de 1845. En el texto se presentan las siguientes razones:

La diversidad de fueros embaraza la administración de justicia; hace imposible que el malhechor sienta cuanto antes el castigo que m erece su delito; dá lugar á que el particular no vea reparado su derecho, violado por un tercero, con la prontitud que la justicia exije y la conveniencia reclama, puesto que, empeñados conflictos entre las diversas jurisdicciones, se difiere por mucho tiempo la represión que la ley demanda cuando sus prescripciones han sido holladas ó desconocidas por los que son súbditos.
Antonio Romero Ortiz. Gaceta de Madrid, 6 de diciembre de 1868

El decreto se estructuraba su articulado en los siguientes títulos:
| Nº  | Enunciado | Artículos |
| --- | --- | --------- |
| I   | De la refundición de los fueros especiales en el ordinario                                                                        | 1         |
| II  | De la jurisdicción eclesiástica                                                                                                   | 2-3       |
| III | De la jurisdicción de Guerra y de la de Marina                                                                                    | 4-7       |
| IV  | De la supresión de los Juzgados especiales de Hacienda                                                                            | 8-9       |
| V   | De la supresión de los Tribunales de Comercio, y reforma del procedimiento actual en los juicios que pasan ante esta jurisdicción | 10-30     |

A todo ello se añadían hasta 12 disposiciones transitorias.

## Consecuencias
Este decreto «suprimió definitivamente la Juridiscción especial de Hacienda» al mismo tiempo que constituía «un acto revolucionario al que posteriormente las Cortes Constituyentes dieron fuerza de Ley el 20 de junio de 1869» y pudo estar, en parte, motivado por el Concordato de 1851 entre España y la Santa Sede, donde se habían realizado importantes concesiones a la Iglesia católica, terminando «con la condición aforada de los clérigos en España», pero también con la situación de contrabando y fraude en el comercio que trataba de erradicar el gobierno español suprimiendo la jurisdicción mercantil independiente, que se sometía a la jurisdicción ordinaria de los juzgados de primera instancia. Así desaparecen instituciones como la Casa de Contratación de Sevilla, el Consulado de Cargadores o el Tribunal de Comercio de Bilbao.
Respecto al ámbito militar «el principio de Unidad tuvo más de apariencia que de realidad, con constantes y sucesivas quiebras en la pretendida unificación, hasta llegar –por lo que aquí interesa− al régimen franquista, ampliamente generoso en la creación de órganos y jurisdicciones especiales, que reducían la Jurisdicción ordinaria a un papel de “mera suplencia”».